# Розелло
Розелло (італ. Rosello) — муніципалітет в Італії, у регіоні Абруццо,  провінція К'єті.
Розелло розташоване на відстані близько 155 км на схід від Рима, 95 км на південний схід від Л'Аквіли, 55 км на південь від К'єті.
Населення — 249 осіб (2014).
Щорічний фестиваль відбувається 8 вересня. 

## Демографія
Населення за роками:

Станом на 1 січня 2023 року в муніципалітеті офіційно проживало 6 іноземців (громадян Румунії).

## Сусідні муніципалітети
- Аньоне
- Боррелло
- Кастільйоне-Мессер-Марино
- Пескопеннатаро
- Ройо-дель-Сангро
- Вілла-Санта-Марія